# Ullskinn
Ullskinn (Piloderma byssinum) är en svampart som först beskrevs av Petter Adolf Karsten, och fick sitt nu gällande namn av Jülich 1969. Ullskinn ingår i släktet Piloderma och familjen Atheliaceae.  Arten är reproducerande i Sverige. Inga underarter finns listade i Catalogue of Life.